# 米哈尔·约尔丹
米哈尔·约尔丹（捷克語：Michal Jordán，1990年7月17日—），捷克男子冰球运动员，场上位置是后卫。他曾代表捷克国家队参加2018年冬季奥林匹克运动会冰球比赛，获得第四名。